# Pripovedke iz medenega cvetličnjaka
Pripovedke iz medenega cvetličnjaka je slovenska dramska TV miniserija v petih delih iz leta 1991. Nastala je iz slovenskega filma Decembrski dež. Predvajala se je ob nedeljskih večerih na TV Slovenija 1 med 27. januarjem in 24. februarjem 1991.
Zgodba po besedah scenarista in režiserja Boža Šprajca v razponu dvajsetih let govori o treh mladih ljudeh v Ljubljani, ki si svoje življenje v letu 1968 zastavijo revolucionarno, pa se jim to ne posreči.
Snemanje po scenariju Boža Šprajca se je začelo konec novembra 1988, predvajanje pa so načrtovali za konec leta 1989. Dramaturgi so bili Marjan Brezovar, Jernej Novak in Toni Tršar (takratni urednik kulturnoumetniškega programa na TV Slovenija).

### 1. epizoda
Gledalec spozna junake na pustni zabavi. Vid Smerke je s svojim dekletom Mojco Korošec, Stane Berger pa s svojim. Za maske prejmejo nagrade. Pokažejo se nasprotja med Stanetom in njegovim dekletom, odtujujeta se. Vidovo dekle Mojca je brez pravih načrtov in nezmožna načrtovanega študija. Vid je aktiven v študentskem političnem življenju, doma pa z bratom snuje cvetličnjak, ki bi kmetiji prinesel nove možnosti. Študentsko gibanje želi vzpostaviti nove vidike politične misli.

### 2. epizoda
Leto 1971. Vid Smerke je novinar in reporter pri radiu Študent. Stane Berger napiše oster članek o policijskem terorju, zato je zaslišan. Njegov oče, star partizan, pride v konflikt s policijo, ki preiskuje Stanetovo sobo. Vidovo dekle Mojca je vedno bolj nezadovoljna z življenjem in se vse bolj razhaja z Vidom. Stane pretrga stike z dekletom, njegova starša pa se ločita.

### 3. epizoda
Dogaja se v letih 1974 in 1975. Vid Smerke služi vojaški rok, njegovo dekle Mojca popusti pri študiju in se potika med hipiji. Vid pobegne, vojaška policija ga privede nazaj v enoto. Stane Berger se vojaščini želi izogniti z operacijo, vojaška komisija ga zavrne zaradi previsokega pritiska.

### 5. epizoda
Vid Smerke se zaradi nezadovoljstva poda med zasebnike.

## Kritike
Vesna Marinčič je v oceni 1. dela napisala, da delati serijo iz slabega filma ni dobra ideja, vendar je ob treh dramaturgih pomislila, da je film morda stranski produkt nadaljevanke. Likom je očitala, da so brez pojasnila nevrotični, zaskrbljeni in nezadovoljni ter da drug z drugim nimajo kaj početi, kar se ji ni zdela dobra spodbuda gledalcem, da bi jih spremljali še nekaj delov, preden bo glavni lik ustreljen na plesu v maskah.
Peter Kolšek je ocenil celotno sago in jo označil za gledljiv televizijski artikel. Zadnji del mu je pustil izrazito bled vtis. Pogrešal je omembo odprte protikomunistične fronte konec 80. let. Zmotilo ga je, da je sicer ne preveč agresivna kritična osvetljava družbenih problemov zožena na idejno zmogljivost na pol romantičnega študentskega uporništva ter da Šprajc v želji po doseganju standarda klasične sage serijo pretirano obremenjuje z gosto mrežo biografičnih informacij.

## Zasedba
- Boris Ostan[1]
- Saša Pavček[1]
- Alenka Vipotnik: znanstvenica[1]
- Radko Polič: mož znanstvenice[1]